# Мзіурі (футбольний клуб)
«Мзіурі» — професіональний грузинський футбольний клуб з Галі.

## Історія
Футбольний клуб «Мзіурі» був заснований у місті Галі (Абхазія). З моменту свого заснування виступав у чемпіонаті та кубку Грузинської РСР. У перший же рік свого існування став переможцем чемпіонату Грузинської РСР.
У 1990 році абхазька команда стала учасником першого розіграшу чемпіонату Грузії. Два роки по тому «Мзіурі» досяглв найбільшого успіху в чемпіонаті Грузії, посівши високе 7-ме місце. Проте через початок війни в Абхазії прпинив виступи в грузинських футбольних змаганнях. А з 1993 року через політичні причини команда офіційно відмовилася від подальшої участі в грузинському чемпіонаті. У 2014 році команда відновила вою діяльність, старувавши в третій лізі грузинського чемпіонату. На початку квітня 2015 року припинила своє існування.

## Досягнення
- Чемпіонат Грузинської РСР
  -  Чемпіон (1): 1977

- Кубок Грузинської РСР
  -  Фіналіст (2): 1978, 1984

- Суперкубок Грузинської РСР
  -  Володар (1): 1977

## Відомі гравці
- Темурі Маргошія